# Giro del Delfinato 1996
Il Giro del Delfinato 1996, quarantottesima edizione della corsa, si svolse dal 2 al 9 giugno su un percorso di 1211 km ripartiti in 7 tappe più un cronoprologo, con partenza da Megève e arrivo a Grenoble. Fu vinto dallo spagnolo Miguel Indurain della Banesto davanti allo svizzero Tony Rominger e al francese Richard Virenque.

## Tappe
| Tappa  | Data     | Percorso                                         | km   | Vincitore di tappa | Leader cl. generale |
| ------ | -------- | ------------------------------------------------ | ---- | ------------------ | ------------------- |
| Prol.  | 2 giugno | Megève > Megève (cron. individuale)              | 5,7  | Chris Boardman     | Chris Boardman      |
| 1ª     | 3 giugno | Megève > Villefontaine                           | 227  | Arturas Kasputis   | Arturas Kasputis    |
| 2ª     | 4 giugno | Charbonnières-les-Bains > Firminy                | 195  | François Simon     | Arturas Kasputis    |
| 3ª     | 5 giugno | Bourg-Saint-Maurice > Tournon-sur-Rhône          | 179  | Gilles Bouvard     | Arturas Kasputis    |
| 4ª     | 6 giugno | Tain-l'Hermitage > Mont Ventoux                  | 173  | Richard Virenque   | Laurent Jalabert    |
| 5ª     | 7 giugno | Gigondas > Beaumes-de-Venise (cron. individuale) | 43   | Miguel Indurain    | Laurent Jalabert    |
| 6ª     | 8 giugno | Digne-les-Bains > Briançon                       | 214  | Miguel Indurain    | Miguel Indurain     |
| 7ª     | 9 giugno | Briançon > Grenoble                              | 174  | Luc Leblanc        | Miguel Indurain     |
| Totale | Totale   | Totale                                           | 1211 |                    |                     |

## Dettagli delle tappe

### Prologo
- 2 giugno: Megève > Megève (cron. individuale) – 5,7 km

| Pos. | Corridore        | Squadra       | Tempo |
| ---- | ---------------- | ------------- | ----- |
| 1    | Chris Boardman   | Gan           | 7'55" |
| 2    | Laurent Brochard | Festina-Lotus | a 11" |
| 3    | Tony Rominger    | Mapei-GB      | a 13" |

| Pos. | Corridore        | Squadra       | Tempo |
| ---- | ---------------- | ------------- | ----- |
| 1    | Chris Boardman   | Gan           | 7'55" |
| 2    | Laurent Brochard | Festina-Lotus | a 11" |
| 3    | Tony Rominger    | Mapei-GB      | a 13" |

### 1ª tappa
- 3 giugno: Megève > Villefontaine – 227 km

| Pos. | Corridore           | Squadra      | Tempo    |
| ---- | ------------------- | ------------ | -------- |
| 1    | Arturas Kasputis    | Petit Casino | 5h31'15" |
| 2    | Frédéric Moncassin  | Gan          | a 4'12"  |
| 3    | Jean-Claude Colotti | Agrigel      | s.t.     |

| Pos. | Corridore        | Squadra       | Tempo    |
| ---- | ---------------- | ------------- | -------- |
| 1    | Arturas Kasputis | Petit Casino  | 5h39'42" |
| 2    | Chris Boardman   | Gan           | a 3'40"  |
| 3    | Laurent Brochard | Festina-Lotus | a 3'51"  |

### 2ª tappa
- 4 giugno: Charbonnières-les-Bains > Firminy – 195 km

| Pos. | Corridore       | Squadra  | Tempo    |
| ---- | --------------- | -------- | -------- |
| 1    | François Simon  | Gan      | 4h42'00" |
| 2    | Kaspar Ozers    | Motorola | s.t.     |
| 3    | Miguel Indurain | Banesto  | s.t.     |

| Pos. | Corridore        | Squadra       | Tempo     |
| ---- | ---------------- | ------------- | --------- |
| 1    | Arturas Kasputis | Petit Casino  | 10h22'50" |
| 2    | Chris Boardman   | Gan           | a 3'30"   |
| 3    | Laurent Brochard | Festina-Lotus | a 3'41"   |

### 3ª tappa
- 5 giugno: Bourg-Saint-Maurice > Tournon-sur-Rhône – 179 km

| Pos. | Corridore         | Squadra | Tempo    |
| ---- | ----------------- | ------- | -------- |
| 1    | Gilles Bouvard    | Lotto   | 4h11'26" |
| 2    | Christian Henn    | Telekom | s.t.     |
| 3    | Mariano Rojas Gil | ONCE    | s.t.     |

| Pos. | Corridore        | Squadra      | Tempo     |
| ---- | ---------------- | ------------ | --------- |
| 1    | Arturas Kasputis | Petit Casino | 14h34'48" |
| 2    | Gilles Bouvard   | Lotto        | a 3'22"   |
| 3    | Chris Boardman   | Gan          | a 3'30"   |

### 4ª tappa
- 6 giugno: Tain-l'Hermitage > Mont Ventoux – 173 km

| Pos. | Corridore        | Squadra       | Tempo    |
| ---- | ---------------- | ------------- | -------- |
| 1    | Richard Virenque | Festina-Lotus | 5h00'39" |
| 2    | Laurent Jalabert | ONCE          | s.t.     |
| 3    | Laurent Brochard | Festina-Lotus | a 1'01"  |

| Pos. | Corridore        | Squadra       | Tempo     |
| ---- | ---------------- | ------------- | --------- |
| 1    | Laurent Jalabert | ONCE          | 19h39'22" |
| 2    | Richard Virenque | Festina-Lotus | a 10"     |
| 3    | Laurent Brochard | Festina-Lotus | a 47"     |

### 5ª tappa
- 7 giugno: Gigondas > Beaumes-de-Venise (cron. individuale) – 43 km

| Pos. | Corridore       | Squadra  | Tempo  |
| ---- | --------------- | -------- | ------ |
| 1    | Miguel Indurain | Banesto  | 49'31" |
| 2    | Tony Rominger   | Mapei-GB | a 28"  |
| 3    | Chris Boardman  | Gan      | a 40"  |

| Pos. | Corridore        | Squadra  | Tempo     |
| ---- | ---------------- | -------- | --------- |
| 1    | Laurent Jalabert | ONCE     | 20h29'03" |
| 2    | Miguel Indurain  | Banesto  | a 3"      |
| 3    | Tony Rominger    | Mapei-GB | a 1'42"   |

### 6ª tappa
- 8 giugno: Digne-les-Bains > Briançon – 214 km

| Pos. | Corridore        | Squadra       | Tempo    |
| ---- | ---------------- | ------------- | -------- |
| 1    | Miguel Indurain  | Banesto       | 5h59'37" |
| 2    | Laurent Madouas  | Motorola      | s.t.     |
| 3    | Richard Virenque | Festina-Lotus | a 5"     |

| Pos. | Corridore        | Squadra       | Tempo     |
| ---- | ---------------- | ------------- | --------- |
| 1    | Miguel Indurain  | Banesto       | 26h30'39" |
| 2    | Tony Rominger    | Mapei-GB      | a 1'56"   |
| 3    | Richard Virenque | Festina-Lotus | a 1'58"   |

### 7ª tappa
- 9 giugno: Briançon > Grenoble – 174 km

| Pos. | Corridore         | Squadra  | Tempo    |
| ---- | ----------------- | -------- | -------- |
| 1    | Luc Leblanc       | Polti    | 4h27'54" |
| 2    | Tony Rominger     | Mapei-GB | s.t.     |
| 3    | Fernando Escartín | Kelme    | s.t.     |

| Pos. | Corridore        | Squadra       | Tempo     |
| ---- | ---------------- | ------------- | --------- |
| 1    | Miguel Indurain  | Banesto       | 30h57'49" |
| 2    | Tony Rominger    | Mapei-GB      | a 1'21"   |
| 3    | Richard Virenque | Festina-Lotus | a 1'32"   |

## Classifiche finali

### Classifica generale
| Pos. | Corridore         | Squadra               | Tempo     |
| ---- | ----------------- | --------------------- | --------- |
| 1    | Miguel Indurain   | Banesto               | 30h57'49" |
| 2    | Tony Rominger     | Mapei-GB              | a 1'21"   |
| 3    | Richard Virenque  | Festina-Lotus         | a 1'32"   |
| 4    | Stéphane Heulot   | Gan                   | a 4'49"   |
| 5    | Chris Boardman    | Gan                   | a 5'49"   |
| 6    | Fernando Escartín | Kelme                 | a 6'48"   |
| 7    | Laurent Brochard  | Festina-Lotus         | a 7'28"   |
| 8    | Laurent Madouas   | Motorola              | a 8'24"   |
| 9    | Udo Bölts         | Team Deutsche Telekom | a 10'19"  |
| 10   | Laurent Dufaux    | Festina-Lotus         | a 11'37"  |